# 이윤용 (1914년)
이윤용(1914년 7월 29일~1985년 3월 17일)은 대한민국의 정치인이다. 제7대 국회의원을 지냈다.

## 역대 선거 결과
|  | 26.27% |

|  | 47.37% |

|  | 9.16% |